# Antopal'
'Antopal' (Антопаль; in russo Антополь?, Antopol; in polacco Antopol) è un centro abitato della Bielorussia, sito nel distretto di Drahičyn.